# Södra Lapplands kontrakt
Södra Lapplands kontrakt är ett kontrakt inom Svenska kyrkan i Luleå stift.
Kontraktskoden är 1109.

## Administrativ historik
Kontraktet bildades med namnet Lycksele-Sorsele kontrakt 1 juli 1990 av
hela Lycksele kontrakt med
- Dorotea församling som 2006 uppgick i Dorotea-Risbäcks församling
- Vilhelmina församling
- Lycksele församling
- Örträsks församling som 2006 uppgick i Lycksele församling
- Risbäcks församling som 2006 uppgick i Dorotea-Risbäcks församling
- Björksele församling som 2006 uppgick i Lycksele församling

hela Sorsele kontrakt med
- Sorsele församling
- Gargnäs församling som 2006 uppgick i Sorsele församling
- Stensele församling
- Tärna församling
- Malå församling

Senast 2003 (men efter 1998) namnändrades kontraktet till Södra Lapplands kontrakt
2005 tillfördes från då upphörda Öre kontrakt
- Fredrika församling som 2010 uppgick i Åsele-Fredrika församling
- Åsele församling som 2010 uppgick i Åsele-Fredrika församling

## Kontraktsprostar
| Ämbetstid | Namn         | Levnadstid | Övrigt                              |
| --------- | ------------ | ---------- | ----------------------------------- |
| 2025      | Fredrik Juul |            | Kyrkoherde i Malå-Sorsele pastorat. |